# Anemone
Anemone este un gen de plante care cuprinde aproximativ 120 de specii de flori, din familia Ranunculaceae.
Anemonele au o arie largă de răspândire în emisfera nordică, dar pot fi întâlnite și în zonele răcoroase sau în pădurile din emisfera sudică.
Sunt înrudite cu genurile Pulsatilla si Hepatica, de aceea unii botaniști le includ în genul Anemone.

## Etimologie
Denumirea anemone derivă din cuvântul grecesc anemos (Άνεμος), care înseamnă vânt.
În mitologia greacă, anemonele roșii (A. coronaria) simbolizează picăturile sângelui vărsat de Adonis la moartea sa.

## Caracteristici morfologice și însușiri fiziologice
Anemonele sunt plante erbacee, perene, cu frunze radicale și cu flori mari, asemănătoare macului, de diferite culori, care înfloresc de obicei primăvara. Crește in flora spontană sau cultivată ca plantă decorativă.

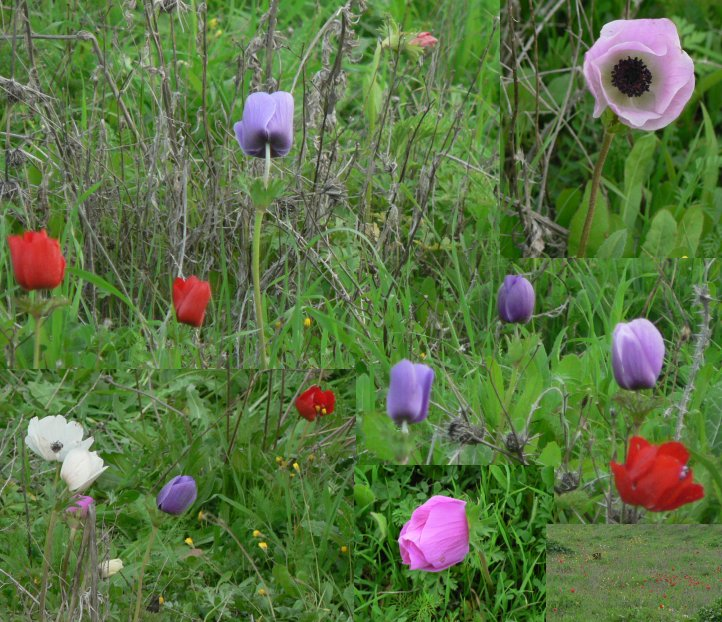
Colaj cu Anemone coronaria variat colorate

Din multiudinea speciilor de anemone, cea mai cunoscută este A. coronaria. A. coronaria este o plantă tuberculată cu o rozetă de frunze pețiolate de culoare verde intens, asemănătoare frunzelor de pătrunjel; tulpinile lungi de 15 –20 cm au în vârf o floare mare de diverse culori și cu multe stamine. Culorile cel mai des întâlnite sunt: roșu, albastru, roz, violet sau alb. Există de asemenea varietăți cu floarea dublă, ale căror stamine din centru au fost înlocuite de un smoc de petale înguste.

## Specii
Genul Anemone cuprinde aproximativ 120 de specii printre care:
| - Anemone altaica - Anemone apennina - Anemone baicalensis - Anemone baldensis - Anemone biarmiensis - Anemone biflora - Anemone blanda - Anemone bucharica - Anemone canadensis - Anemone capensis - Anemone caroliniana - Anemone caucasica - Anemone coerulea - Anemone coronaria - Anemone cylindrica - Anemone deltoidea | - Anemone demissa - Anemone dichotoma - Anemone elongata - Anemone eranthoides - Anemone fanninii - Anemone flaccida - Anemone glauciifolia - Anemone gortschakowii - Anemone heldreichiana - Anemone hortensis - Anemone hupensis* - Anemone hupehensis - Anemone hupehensis var. japonica - Anemone keiskeana - Anemone lancifolia - Anemone leveillei - Anemone lithophila | - Anemone magellanica - Anemone mexicana - Anemone multifida - Anemone narcissiflora - Anemone nemorosa - Anemone nikoensis - Anemone obtusiloba - Anemone palmata - Anemone parviflora - Anemone pavonina - Anemone petiolulosa - Anemone polyanthes - Anemone quinquefolia - Anemone raddeana - Anemone ranunculoides - Anemone reflexa | - Anemone riparia - Anemone rivularis - Anemone rupicola - Anemone sibirica - Anemone sylvestris - Anemone tetrasepala - Anemone tomentosa - Anemone trifolia - Anemone trullifolia - Anemone tschernjaewii - Anemone tuberosa - Anemone villosissima - Anemone virginiana - Anemone vitifolia - Anemone zephyra |

## Cultivare
Pot fi înmulțite ușor prin semințe sau prin diviziunea rădăcinilor tuberculi.
Planta are nevoie de sol reavăn, bogat în humus și drenat, și este sensibilă la exces de umezeală și la temperaturi scăzute. Coloritul este favorizat prin expunerea la soare. Cultura se înființează toamna sau primăvara devreme, în februarie - martie. Înfloresc în perioada mai – iunie. În luna iulie planta intră în repaus, frunzele se usucă și atunci se scot tuberculii din pământ, iar depopzitarea se face în încăperi uscate și răcoroase.
Ca plante tăiate au o durată de viață relativ scurtă, din cauza intoleranței la căldură. De asemenea, de evitat este amestecul cu narcise, deoarece substanțele eliminate de narcise sunt dăunătoare anemonelor.
Speciile de anemone sunt uneori atacate de omizi. Frecvent la anemone apar pătarea frunzelor și făinarea.

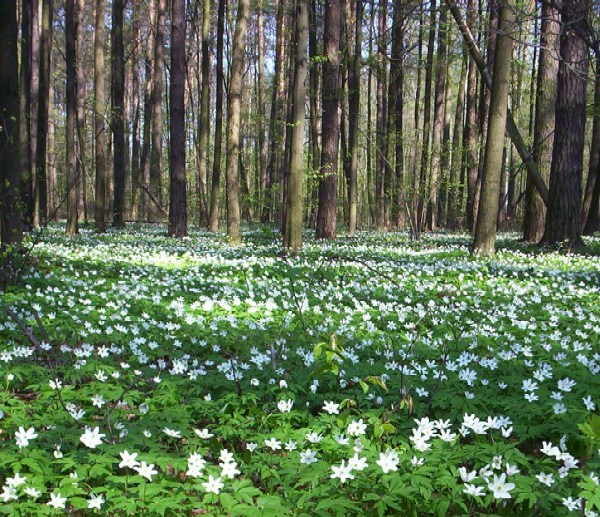
Anemone nemorosa

## Utilizare
Decorativ Adaugă un plus de grație și frumusețe aranjamentelor florale de primăvară, datorită culorilor vibrante.
Artă Sursă de inspirație pentru pictorul Ștefan Luchian (1868-1916), anemonele au fost imortalizate în una dintre capodoperele sale, Anemone (1908) - Galeria Națională, București.

## Imagini

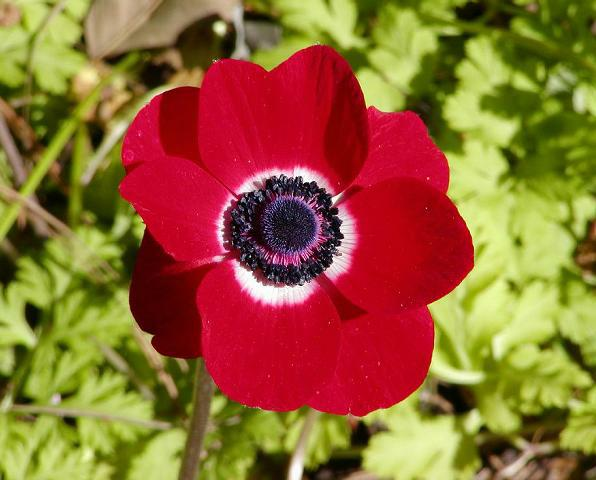
Anemone roșu
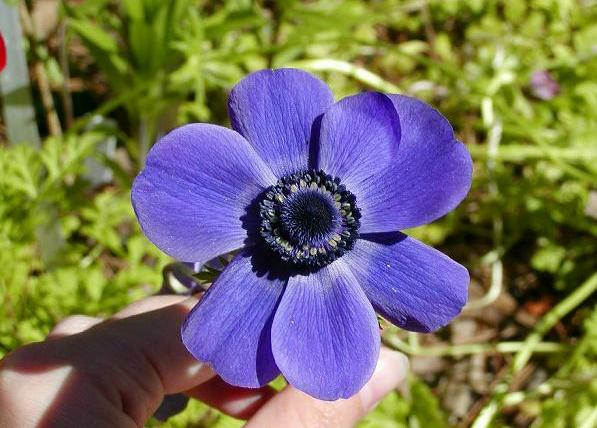
Anemone albastru
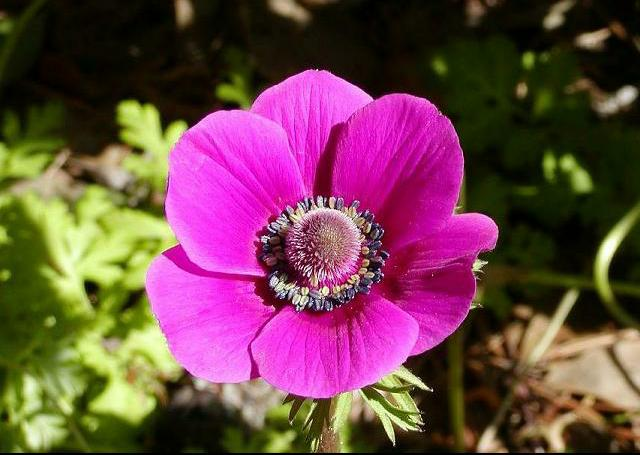
Anemone roz
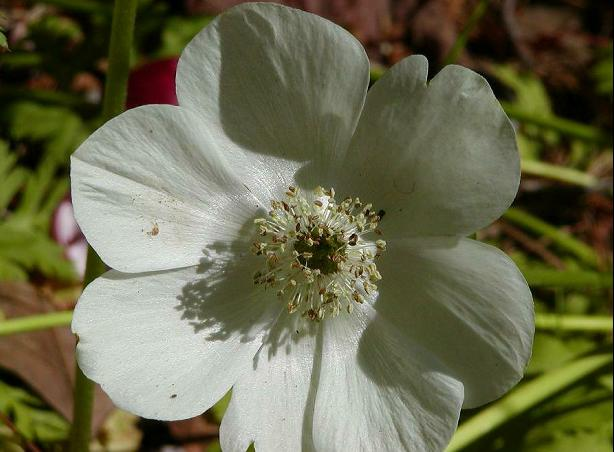
Anemone alb
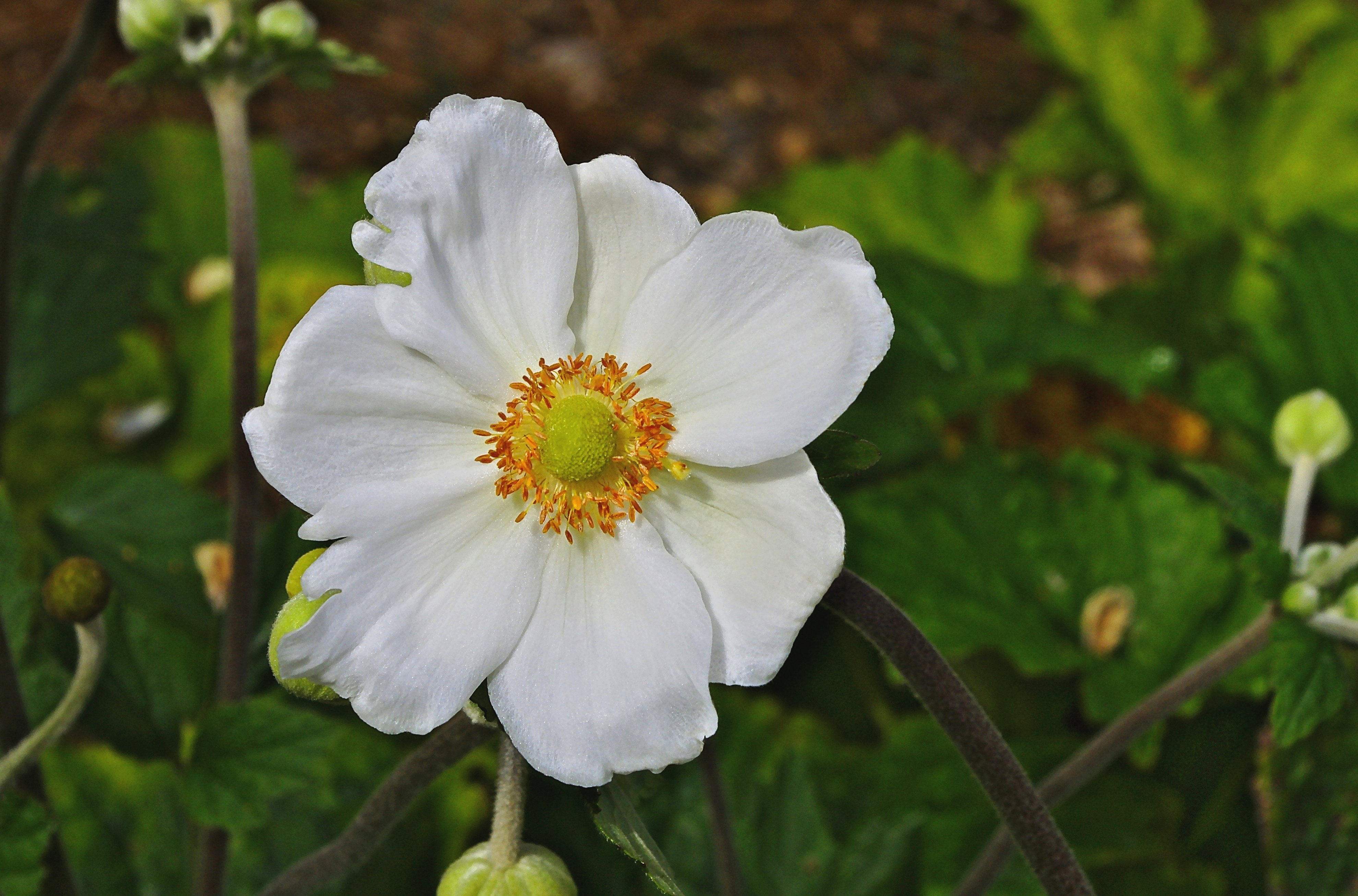
Anemone hupehensis

## Clasificarea științifică după mai multe surse
| -                 | După Anca Sârbu, 1999              | După United States Department of Agriculture: Anemone 2006 | După University of Connecticunt Arhivat în 6 februarie 2007, la Wayback Machine., 2007 |
| Regn              | Plantae                            | Plantae                                                    | -                                                                                      |
| Subregn           | Cormobionta                        | Tracheobionta                                              | -                                                                                      |
| Superîncrengătură | -                                  | Spermatophyta                                              | -                                                                                      |
| Încrengătură      | Magnoliophyta (Angiospermatophyta) | Magnoliophyta                                              | Magnoliophyta                                                                          |
| Clasă             | Magnoliatae (Dicotiledonatae)      | Magnoliopsida                                              | Magnoliopsida                                                                          |
| Subclasă          | Magnoliidae                        | Magnoliidae                                                | Basal eudicots                                                                         |
| Ordin             | Ranunculales                       | Ranunculales                                               | Ranunculales                                                                           |
| Familie           | Ranunculaceae                      | Ranunculaceae                                              | Ranunculaceae                                                                          |
| Subfamilie        | Anemonoideae                       | -                                                          | Ranunculoideae                                                                         |
| Gen               | Anemone                            | Anemone                                                    | Anemone                                                                                |

| Cu verde | Denumiri identice la autori diferiți |
| Cu roșu  | Denumiri diferite la autori diferiți |